# Adolphus Frederic al VI-lea, Mare Duce de Mecklenburg
Adolphus Frederic al VI-lea, Mare Duce de Mecklenburg (17 iunie 1882 – 23 februarie 1918) a fost ultimul suveran al statului Mecklenburg-Strelitz.

## Biografie
Adolphus Frederick George Ernest Albert Edward de Mecklenburg s-a născut la Neustrelitz ca al treilea copil și primul fiu al (atunci) Marelui Duce Ereditar Adolphus Frederic de Mecklenburg-Strelitz și a soției sale, Prințesa Elisabeth de Anhalt (1857–1933).
A urmat gimnaziul la Dresda și mai târziu a studiat jurisprudența la München împreună cu serviciul în armată. În urma decesului bunicului său, Marele Duce Frederic Wilhelm la 30 mai 1904, a devenit moștenitor cu titlul de Mare Duce Ereditar de Mecklenburg-Strelitz.
Se spune că Adolphus Frederic și fratele său mai mic, Ducele Karl Borwin au căzut de acord ca Adolphus Frederic să-și dedice viața picturii în timp ce Karl Borwin urma să se căsătorească și să continue dinastia. Acest lucru nu s-a putut realiza deoarece Karl Borwin a fost ucis în timpul unui duel cu cumnatul lor, contele George Jametel în 1908.
Adolphus Frederic s-a logodit cu diferite prințese europene, inclusiv Prințesa Viktoria Luise a Prusiei singura fiică a împăratului german Wilhelm al II-lea și a soției sale, Augusta Victoria de Schleswig-Holstein.

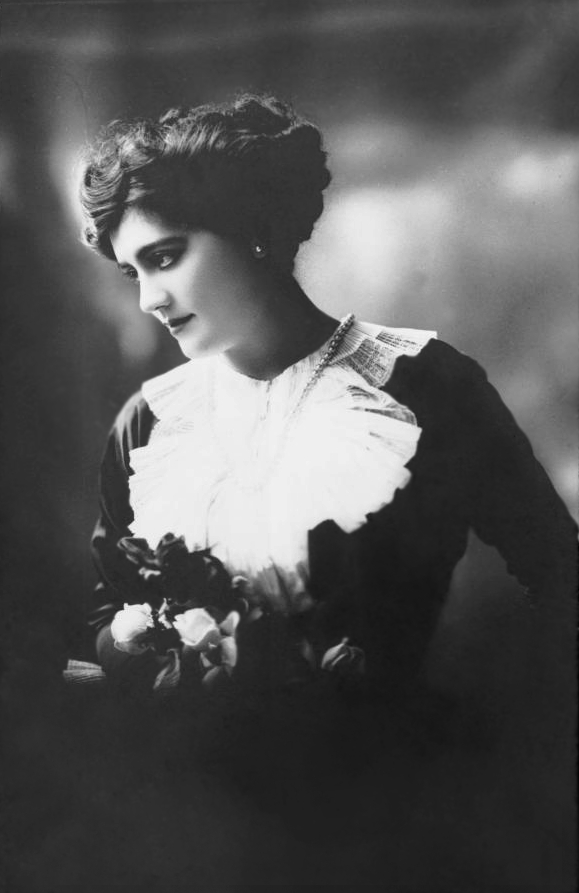
Soprana Mafalda Salvatini.

După decesul tatălui său la 11 iunie 1914, el i-a succedat la tron cu câteva luni înainte de izbucnirea Primului Război Mondial. S-a spus că Adolphus Frederic s-a căsătorit morganatic și la încercările de a-l forța să divorțeze și să facă o căsătorie egală din punct de vedere al rangului, au eșuat.
Din 1908 până la moartea sa, zece ani mai târziu, amanta sa a fost soprana Mafalda Salvatini. Italiancă prin naștere însă crescută în principal la Paris, ea era starul Operei de stat din Berlin. Salvatini a avut doi fii cu Adolphus Frederic: Horst Gérard și Rolf Gérard.

### Deces
La 23 februarie 1918 la Neustrelitz, Adolphus Frederic s-a sinucis la vârsta de 35 de ani lăsând Mecklenburg-Strelitz într-o criză de succesiune; ultimul membru al liniei Strelitz, Ducele Carl Michael de Mecklenburg, servea în Rusia și își anunțase intenția de a renunța la drepturile sale de succesiune în 1914.  Deși la cererea lui Adolphus Frederic, mai târziu el a fost de acord să amâne retragerea până rezolvarea problemei.
Mai exista o rudă pe linie masculină dintr-o căsătorie morganatică, nepotul Ducelui Carl Michael, George (1899–1963), însă cum  Carl Michael era în Rusia, Marele Duce Friedrich Franz al IV-lea de Mecklenburg-Schwerin a devenit regent și așa a rămas până la abolirea monarhiei când guvernul a declarat sfârșitul regenței.